# Saint-Pierre-Avez
Saint-Pierre-Avez è un comune francese di 22 abitanti situato nel dipartimento delle Alte Alpi della regione della Provenza-Alpi-Costa Azzurra.

## Società

### Evoluzione demografica
Abitanti censiti